# Robert Spiske

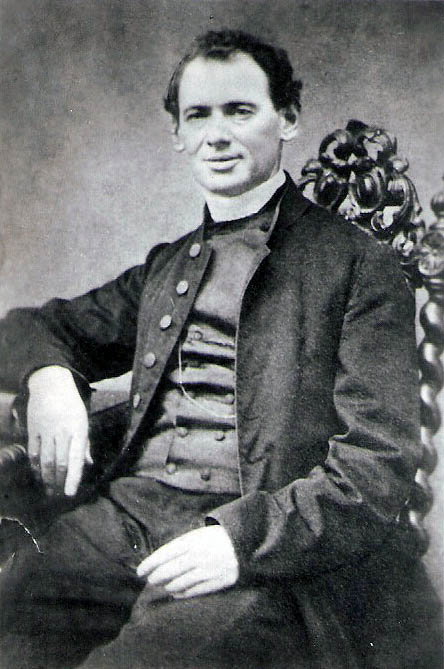
Robert Spiske, Foto um 1855

Robert Spiske (* 29. Januar 1821 in Lissa bei Breslau; † 5. März 1888 in Breslau) war ein katholischer Priester und Gründer der Hedwigschwestern.

## Leben
Robert Spiske besuchte ab 1831 in Breslau als Zögling des St.-Johannes-Hospitals für die Sängerknaben des Breslauer Domes die Domschule, ab 1835 das Matthias-Gymnasium, wo er 1843 die Reifeprüfung ablegte. Er empfing nach philosophischen und theologischen Studien an der Universität Breslau am 18. Juni 1846 durch Fürstbischof Melchior von Diepenbrock das Sakrament der Priesterweihe. Er war als Seelsorger im Bistum Breslau tätig, zunächst als Kaplan und Kuratus an verschiedenen Gemeinden, von 1864 bis 1883 als Pfarrer an St. Dorothea in Breslau. 1875 wurde er Erzpriester und Stadtdeckan von Breslau, 1883 Domherr, Domprediger und Rat im Generalvikariat Breslau.
Ein besonderer Schwerpunkt seines pastoralen Wirkens galt der Jugendarbeit und der Rückgewinnung jener Gläubigen, die sich der Kirche entfremdet hatten. Um verwaisten Kindern eine Heimat zu geben, gründete er in Breslau die Ordensgemeinschaft der Hedwigschwestern, die vier Jahre nach Robert Spiskes Tod von Papst Leo XIII. zu einer Kongregation päpstlichen Rechts erklärt wurde. Wegen seines Engagements für die Benachteiligten nannte man Robert Spiske in Breslau „Engel der Caritas“. Er starb am 5. März 1888 und wurde im Breslauer Dom beigesetzt. 1984 wurden seine Gebeine in die Kirche des Ordensmutterhauses der Hedwigschwestern überführt.
1993 wurde in Breslau der Seligsprechungsprozess eingeleitet. Der Abschluss des diözesanen Verfahrens und die Übergabe der Prozessakten nach Rom erfolgten im Jahr 2000. Am 17. Januar 2009 bestätigte Benedikt XVI. per Dekret den heroischen Tugendgrad Spiskes.